# Tsa tsa

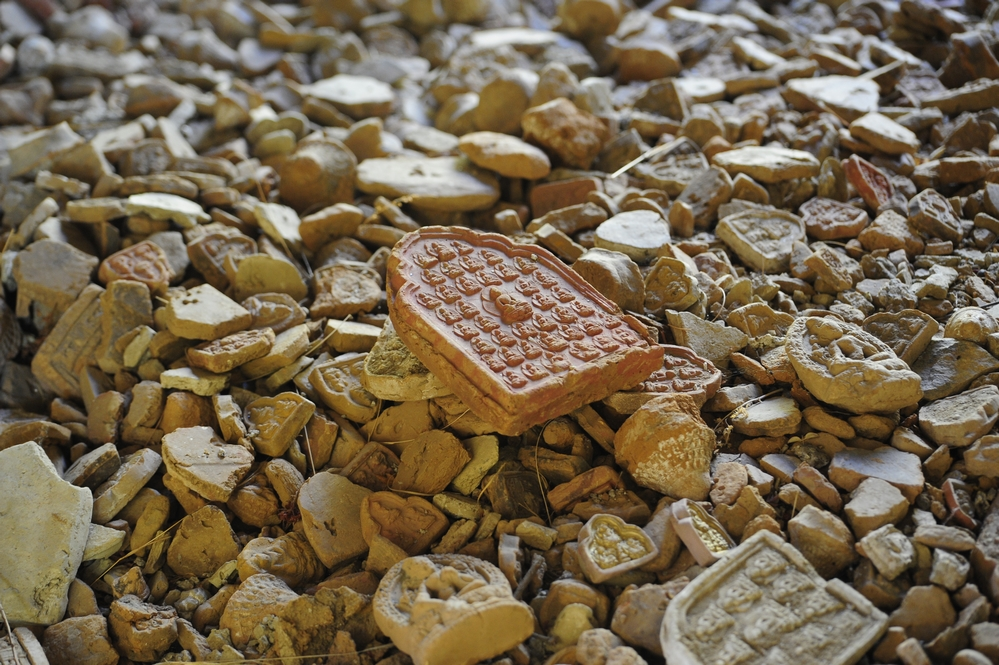
Alguns tsa tsa entre enderrocs

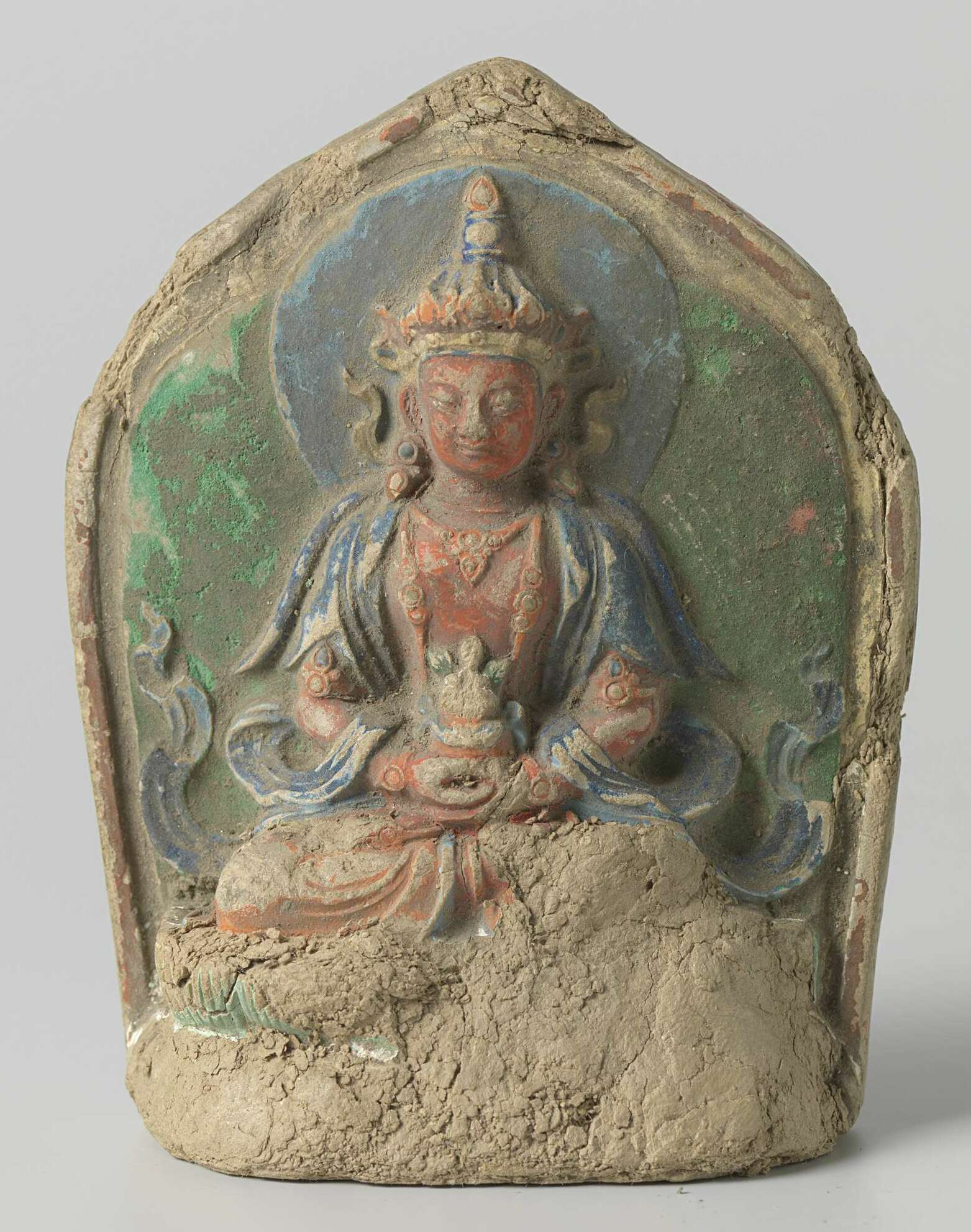
El buda celestial Amitabha en marga premsada. Tibet,

Una tsa tsa (també tsatsa) és una petita tauleta votiva escultòrica que s'utilitza en el budisme tibetà. Aquestes plaques solen tenir imatges sagrades i decoració en relleu, fetes en motles amb argila o terra piconada, però a voltes poden fer-se amb altres materials, com ara el metall.
A Bhutan, la forma habitual n'és la d'una stupa menuda, que també es veu a voltes al Tibet, on és un art funerari especial.

## Utilització
Les tsa tsa no són pas simples objectes decoratius, sinó que solen representar figures com ara Buda, deïtats, mestres religiosos o santuaris. També pot haver-ne inscripcions, síl·labes sagrades o mantres, per la qual cosa s'han de tractar amb cura.
Les tsa tsa solen deixar-se com a ofrenes en indrets especials, com ara coves sagrades, o dipositar-se, en grans quantitats, com a farciments de consagració dins les stupes. També poden regalar-se a amics i familiars.
Se solen fabricar, també, tsa tsa per a ocasions especials, com els aniversaris de personatges religiosos importants o per a commemorar les seues visites (com ara un lama conegut). Com a objectes de meditació, igual que les estàtues i els thangka, ens ajuden a visualitzar més clarament els aspectes budistes.

## Producció
La majoria de tsa tsa són d'argila, tot i que a vegades es fan ofrenes de metall o de materials més valuosos. A l'argila o marga s'hi pot afegir aigua i fibres vegetals per a crear una massa mal·leable. Les cendres dels mestres espirituals morts (després de la cremació) es poden afegir a l'argila en mínimes quantitats per a produir tsa tsa "beneïdes" com a record i per a retenir-ne la presència. Es tallen motles de fusta o metall i s'empren per a premsar l'argila. Després de l'assecat (o cocció en un forn; hi ha tsa tsa tant sense coure com cuites), les ofrenes es poden envernissar, gravar, inscriure o pintar. Durant la producció, es reciten mantres. La producció es considera una manera d'acumular mèrits o tenir bon karma i, per tant, en el budisme, de progressar en el camí de l'alliberament.(2)
Aquestes tauletes devocionals que s'ofrenaven, se solien dur també com a amulets protectors i són semblants a les anteriors tauletes de l'Índia que es feien per a portar-les en peregrinacions budistes i dipositar-les en llocs com Bodh Gaya.(2)